# Санди-Хук (Коннектикут)
Са́нди-Хук (Сэ́нди-Хук) (англ. Sandy Hook /'sændɪ hʊk/) — район города Ньютаун в округе Фэрфилд, штат Коннектикут, США. Основан в 1711 году. Территориально граничит по городской черте с районами Ботсфорд и Ньютаун Боро и по реке Хусатоник с городом Саутбери.

## История

### Основание поселения
История города Ньютаун (англ. Newtown) начинается в 1708 году, с ходатайства Генеральной Ассамблее колонии 36 мужчин о разрешении поселиться в районе к северу от Стратфорда. Несмотря на то, что до этой даты по крайней мере семь человек получили разрешения поселиться в этой области, именно эти 36 подавших «петицию собственников» считаются первыми поселенцами Ньютауна. Термин «собственник» имеет конкретное значение в колониальном Коннектикуте. Он определяет жителя города, которому принадлежит своя часть общих земель и который имеет право на долю при её разделе, когда город решает передать эту землю в частные руки.
Получив свой устав поселения, собственники выбрали четырёх мужчин, которые составили комитет поселения Ньютаун, чья работа заключалась в формировании населённого пункта. В начале следующего, 1709 года, был основан Town Plat, содержащий 132-футовую дорогу с севера на юг (современная Main Street), пересекаемую северной и южной Cross Highway (современные «West Street — Church Hill Road» и «маршрут № 302 — Glover Avenue» соответственно). В 1710 году на четырёх акрах, расположенных вокруг этих трех дорог, были распределены много участков под дома индивидуальных предпринимателей, количество которых увеличилось до 48 человек. 49-й участок был зарезервирован для мэра, когда тот будет избран.
Вскоре начало прибывать население, мужчины возрастом от двадцати до тридцати лет, в основном из городов Стратфорд и Милфорд. Все они были фермерами, и, будучи вторым и третьим поколением иммигрантов из Англии, проживали в густонаселенных прибрежных районах. Поэтому они стремились переехать в район, в котором было больше земель и могло быть построено много крупных хозяйств.
Большинство прибыло со своими семьями и построили свои дома недалеко от главной улицы или по крайней мере в полутора кварталах. В задней части их жилища размещался амбар и другие необходимые мелкие хозяйственные постройки. Заинтересованные лица вскоре были разбили небольшие огороды для выращивания овощей и трав. Позади дома закладывался сад. Вначале места проживания собственников представляли собой компактные деревни.
Естественно, полноценное сельское хозяйство не может довольствоваться всего четырьмя акрами выделенной земли. Чтобы собрать достаточное для пропитания средней семейной фермы количество продовольственных культур и кормов для скота требовалось гораздо больше акров, и со временем собственники получили право на ряд других земельных участков. Первыми они получили четыре акра Meadow Lot, расположенные к югу от деревни, вокруг Deep Brook. Далее право собственности было получено на четыре акра Pitch, участка земли, который был занят посевами по краю деревни. Последними были разделены 20 акров земельных участков, расположенных «на холмах около города». Таким образом, в течение двух десятилетий после того, как поселение было основано, все земли кроме небольшой их части были разделены и переданы в частные руки.
Въезжать и выезжать с земель разбросанных там и тут на холмах, было нелегко. В течение десятилетия после заселения деревни, разные собственники начали двигаться по направлению к своим земельным наделам. Чтобы преодолеть чувство изоляции, несколько собственников проживающих в одном и том же месте, начинали двигаться в сторону друг друга. В результате, в отдаленных районах города начали формироваться небольшие общины.
Одним из первых отделенных поселений стал Санди-Хук. Используя силу воды реки Pootatuck нескольких первых поселенцев возвели водяные мельницы, водяные колёса которых приводили в движение пилы лесопилок и жернова мукомолен, которые были необходимы для дальнейшего роста города. Хотя до индустриализации середины 19-го века Санди-Хук резко не рос, небольшим но важным обстоятельством было наличие здесь обособленного поселения, в то время как Ньютаун превращался в город.
Некоторое представление о скорости развития других отдельных населенных пунктов можно получить исследуя историю создания школьных округов. К 1738 году обжитая территория вокруг озера Taunton был достаточно большой, чтобы потребовалось создать собственную школу. Десять лет спустя население области Zoar на востоке и часть земли на севере, которые тоже процветали, выросли до такой степени, что им потребовались собственные школы. В 1748 году захотел открыть свою школу Палестайн (англ. Palestine), в 1755 аналогичное желание проявил Хановер (англ. Hanover). Таким образом, к 1760 году было семь школьных округов, в том числе два в самой деревне.
К 1794 году, когда школьные округа были оформлены государством как юридические лица, их число в Ньютауне выросло до 20. Хотя старые школьные округа были упразднены в начале 1920-х годов, их имена сохранились и до сих пор используется в обозначении различных районах города. Такие названия, как Dodgingtown, Hattertown, Lake George, Head O’Meadow теперь лишь напоминают о прошлом.

### Зарождение города
В час пополудни второго понедельника июня 1824 года группа жителей Ньютауна собрались в таверне «Czar Keeler». В предыдущем месяце Государственное Генеральное Собрание удовлетворило иск этих жителей, которые просили регистрации их поселения как районного центра, и теперь жители встречались в первый раз, чтобы создать местное самоуправление, разработать подзаконные акты для нового политического образования и избрать своих первых градоначальников.
Идея создания районного центра была не нова. Соседний Бриджпорт был зарегистрирован в качестве районного центра двадцать четыре года назад, но для маленького поселка в сельской местности это был необычный факт. Его целью было создать политическую сущность, которая может удовлетворить особые потребности поселка.
Благодаря большей, чем остальные районы города, плотности населения, посёлку необходимы специальные услуги, которые остальной части города не пойдет на пользу, и поэтому город не пожелает их финансировать. С момента его регистрации, районный центр становился юридическим лицом с правом покупать и продавать недвижимость, заключать контракты, строить дороги, реализовывать другие проекты общественных работ, и, самое главное, финансировать всё это с собственных налогов.
Жители районного центра остались жители города Ньютаун и принимал участие во всех политических мероприятиях города, но они извлекли пользу из своих служб, которые выходили за рамки тех, что город предоставлял для всех своих граждан. Хотя этот политический субъект был похож на город, он не мог направлять своих представителей на Генеральную Ассамблею или иначе принимать участие в государственной политике. Это производилось от всего города в целом.
На протяжении многих лет округ предоставлял многочисленные преимущества районному центру, часто задолго до того, как подобные льготы были предоставлены городу в целом. Например в 1883 году районный центр обеспечивал город своими первым грузовиком с крюком и пожарной машиной с лестницей.
В 1907 году районный центр заключил контракт с «Newtown Water Company» обеспечивший его пожарными гидрантами. Восемь лет спустя он вел переговоры с «CL&P» об установке в городе первых уличных фонарей.
Ещё в 1931 году городской округ видел необходимость контролировать рост посёлка и ввёл первые правила зонирования. Для того, чтобы их примеру последовал город, потребовалось минимум четверть века.

### История в XIX веке
История Ньютауна в девятнадцатом веке является практическим примером последствий промышленной революции. В начале века вдоль рек Ньютота, таких как Pootatuck, разместились несколько малых предприятий и фабрик, которые использовали для приведения в действие механизмов водяные мельницы. В нескольких районах города появились небольшие магазины продающие шляпы, но их век был недолгим — в соседних Данбери и Бетеле появлялось всё больше заводов на которых шляпы могли производиться гораздо дешевле и эффективнее и небольшие местные производства не смогли с ними конкурировать. К 1880 году производство шляп здесь остановилось.
Ещё одной бурно развивающейся индустрией Ньютауна 19 века стало производство пуговиц и расчесок. В Ньютауне, в целом сельскохозяйственном городе, естественно было много отраслей промышленности которые использовали отходы животноводства, такие как рога, кости и копыта. В своё время продажей серийно выпускаемых пуговиц занималось 14 магазинов. После гражданской войны, когда роль предпочтительного для изготовления расчесок и кнопок материала взял на себя пластик, магазины начали закрываться. К началу XX века в бизнесе остались всего два магазина продающих костяные пуговицы. Один из них, «S. Curtis and Co.» (по нынешним названием «Curtis Packaging, Inc.»), выжил путём переориентации производства на тару из картона и существует и по сей день, другой пострадал от катастрофического пожара в 1926 году и был закрыт навсегда.
Другой отраслью индустрии, с которой Ньютаун был связан изначально, было производство резиновых изделий. В начале 1850-х годов, вскоре после Goodyear усовершенствовал процесс вулканизации, в районе города Glen, к северу от Санди-Хук, были построены две фабрики которые специализировались на производстве прорезиненной одежды. Они также производили прорезиненную ткань для изготовления пожарных шлангов и специальные резиновые ремни, под потребности техники. Под названием «New York Belting and Packing» было создано специально сконцентрированное производство, выпуск всех других продуктов было остановлен и заводы сосредоточились исключительно на производстве ремней и пожарного шланга. На рубеже веков, нью-йоркские фирмы решили объединить свои производственные мощности и выехали из Ньютауна. К счастью, в это время конкурирующая компания «Fabric Fire Hose Co. of Rhode Island» решила воспользоваться объектами по производству пожарных шлангов которые уже были созданы здесь и приняла на себя эти заводы. Ньютаун был главным производителем ткани для пожарных шлангов до середины 1970-х годов, когда компания закрыла производство и выехала из города.
После гражданской войны, Ньютаун также стал главным курортным городом. На Main Street были построены несколько крупных отелей, которые предназначались для размещения людей, приезжающих из города чтобы провести неделю наслаждаясь прелестями сельской жизни. Хотя Ньютаун перестал быть курортной зоной вскоре после Первой мировой войны, его отели продолжали служить для деревни и окрестностей до объявлении о начале Второй мировой войны. Один из крупнейших курортных отелей был снесён в 1930 году, чтобы освободить место для новых библиотек, которые были пожертвованы выдающейся благотворительницей города, Мэри Элизабет Хоули. Другой крупный отель, «Yankee Drover», вёл ограниченной бизнес, пока не сгорел в 1981 году. Несколько меньшие учреждения были перестроены в частные дома.

### История в XX веке
Первая половина XX века ознаменовалась устойчивым снижением роли промышленности и её постепенной заменой сельским хозяйством, которое также не принесло особых доходов. Финансовый кризис достиг значительной глубины; из-за недостатка финансирования в 1916 году местная школа была лишена государственной аккредитации, а пожар в 1920 году поставил крест на местном начальном образовании. Лишь благодаря благотворительной деятельности Мэри Хоули (англ. Mary Hawley), наследнице железнодорожного магната и заводчика Марка Хоули (англ. Marcus Hawley), удалось восстановить некоторые атрибуты города. Построенная на Church Hill Road за её деньги новая школа, названная Hawley School, до сих пор используется в качестве начальной школы. Дополнительно к библиотеке Cyrenius H. Booth Library, названной в честь её деда по материнской линии, мисс Хоули также пожертвовала Edmond Town Hall, названный в честь её деда по материнской линии (англ. William Edmond, одного из уважаемых горожан, во время Войны за независимость США участвовавшем в битве при Риджфилде, служившего в законодательном собрании штата Коннектикут, членом Палаты представителей Соединенных Штатов, и Верховным судьёй Верховного суда штата Коннектикут). Также мисс Хоули финансировала строительство въезда на сельское кладбище, пожертвовала на создание хранилища, а также на военный мемориал который стоит на главной улице (англ. Main Street).
Не менее драматическими для поселка выдались послевоенные годы. Развитие автомагистралей и доступность автомобильного транспорта, вкупе с выгодами от проживания в городах типа Ньютаун, привели к превращению Санди-Хук в пригород больших городов, таких как Бриджпорт и Данбери.
С 1950 до 1990 года население посёлка увеличилось почти в три раза, возросши с 7 500 до 21 000. Перепись 2000 года зафиксировала население Newtown на отметке превышающей 25 000 жителей.

### История в XXI веке

#### Стрельба в школе
14 декабря 2012 года произошло массовое убийство в начальной школе Санди-Хук, в результате которой погибло 28 человек. Двадцатилетний Адам Лэнза застрелил свою мать, а затем с двумя пистолетами и полуавтоматической винтовкой устроил стрельбу в местной начальной школе, убив 20 первоклассников и шесть взрослых, после чего покончил жизнь самоубийством.

## Знаменитые жители
- Сьюзен Коллинз — американская писательница, автор многочисленных сценариев к детским телепрограммам и мультфильмам.
- Энтони Эдвардс — американский актёр, в России известен в основном по роли доктора Марка Грина из американского телесериала «Скорая помощь»
- Брюс Дженнер — американский спортсмен-легкоатлет. Также известен, как активный мотиватор, светский лев и телезвезда.

## Достопримечательности
- Одной из достопримечательностей Санди-Хука является «флагшток в центре улицы», один из самых старых и высоких флагштоков, на котором поднят звёздно-полосатый флаг.